# Bombastic
„Bombastic” este al doilea extended play (EP) al cantăreței americane Bonnie McKee. Acesta a fost lansat pe cale digitală pe data de 30 iunie 2015 de casa ei de discuri independentă. McKee a planuit să facă un videoclip pentru fiecare piesă, iar piesa "Wasted Youth" are deja videoclipul gata.

## Lista pieselor
| Nr.             | Titlu           | Autor(i)                                              | Producer(s)                       | Lungime |  |
| 1.              | „I Want It All” | Bonnie McKee Oliver Goldstein Greg Kurstin Sean Walsh | Goldstein Kurstin Walsh           | 4:02    |  |
| 2.              | „Bombastic”     | McKee Charlie Puth Walsh Andreas Schuller             | Alec Eskander Sean Six Paddy Boyd | 3:22    |  |
| 3.              | „Wasted Youth”  | McKee John Newman Walsh                               |                                   | 4:09    |  |
| 4.              | „Easy”          | McKee Schuller James Wong                             |                                   | 3:51    |  |
| Lungime totală: | Lungime totală: | Lungime totală:                                       | Lungime totală:                   | 15:23   |  |

## Clasamente
| Clasament (2015)                             | Pozitie maximă |
| -------------------------------------------- | -------------- |
| Statele Unite ale Americii (Top Heatseekers) | 13             |

## Istoricul lansărilor
| Țară                       | Dată          | Format(uri)         | Casă de discuri    | Ref   |
| -------------------------- | ------------- | ------------------- | ------------------ | ----- |
| La nivel mondial           | 30 iunie 2015 | Descărcare digitală | Bonnie McKee Music | [ 2 ] |
| Statele Unite ale Americii | August 2015   | CD                  | Bonnie McKee Music | [ 3 ] |